# Юргенсторф
Юргенсторф (нем. Jürgenstorf) — община в Германии, в земле Мекленбург-Передняя Померания.
Входит в состав района Деммин. Подчиняется управлению Штафенхаген.  Население составляет 1133 человека (на 31 декабря 2010 года). Занимает площадь 22,36 км².
Коммуна подразделяется на 4 сельских округа.